# Rafael Pontelo
Rafael da Silva Pontelo (Matozinhos, 22 de janeiro de 2003) é um futebolista brasileiro que atua como zagueiro. Atualmente, joga pelo Sporting.

## Carreira

### Início
Rafael Pontelo nasceu em Matozinhos, mas foi criado em Sete Lagoas, também em Minas Gerais. Iniciou sua trajetória nas escolinhas dos clubes América Mineiro e do Bela Vista, antes chegar à Ponte Preta em 2019. Na Macaca ficou até janeiro de 2022, até ser emprestado para a base do Valladolid, da Espanha, até o mês de agosto com opção de compra além de uma parte de seus direitos federativos.
Retornou ao Brasil para atuar pelo Cruzeiro no mesmo ano, onde permaneceu até 2023 e foi campeão Mineiro Sub-20.

### Leixões
Sua contratação pelo Leixões, modesto clube de Matosinhos, foi anunciada em 11 de julho de 2023, por três temporadas. Com apenas seis meses de clube e ainda conhecido como Rafael Silva, destacou-se no clube na Segunda Liga e com 14 partidas disputadas, foi noticiada pela imprensa portuguesa em dezembro de 2023 a sua possível transferência ao Sporting.

### Sporting
Foi anunciado como novo reforço do Sporting em 2 de janeiro de 2024, assinando até 2028 com cláusula de rescisão de 45 milhões de euros, utilizando a camisa 45. Ainda, noticiou-se que o valor da transferência girou em torno de 750 mil euros por 90% dos direitos econômicos, com o Leixões ficando com 10% do passe de Pontelo para uma venda futura. Com a mudança para os Leões, passou a usar seu nome acompanhado do sobrenome "Pontelo".
Fez sua estreia pelo Sporting em 9 de janeiro de 2024, atuando 45 minutos na goleada de 4–0 sobre o Tondela pelas oitavas da Taça de Portugal. Pontelo integrou o elenco campeão nacional da temporada 2023–24.

### Pafos FC
No dia 10 de julho de 2024, Pontelo foi anunciado como reforço do Pafos FC, do Chipre. O jogador assinou um contrato de empréstimo com o clube cipriota válido até o final da temporada 2024-25.

### FK Auda
No dia 11 de fevereiro de 2025, o FK Auda, da Letônia, anunciou a contratação de Pontelo. O zagueiro brasileiro assinou um contrato de empréstimo válido até o final da temporada com o clube letão.

## Vida Pessoal
Pontelo possui dupla nacionalidade: brasileira e italiana. Por isso, possui passaporte do país europeu.

## Estilo de jogo
Canhoto, Pontelo tem como característica destacadas condução de bola, qualidade no passe e velocidade.

## Títulos

### Base

#### Cruzeiro
- Campeonato Mineiro Sub-20: 2023

### Profissional

#### Sporting
- Primeira Liga: 2023–24[15]